# Сухий Анатолій
Сухий Анатолій  — автор-виконавець українських пісень; засновник і постійний учасник гурту «Рутенія»

## Біографія

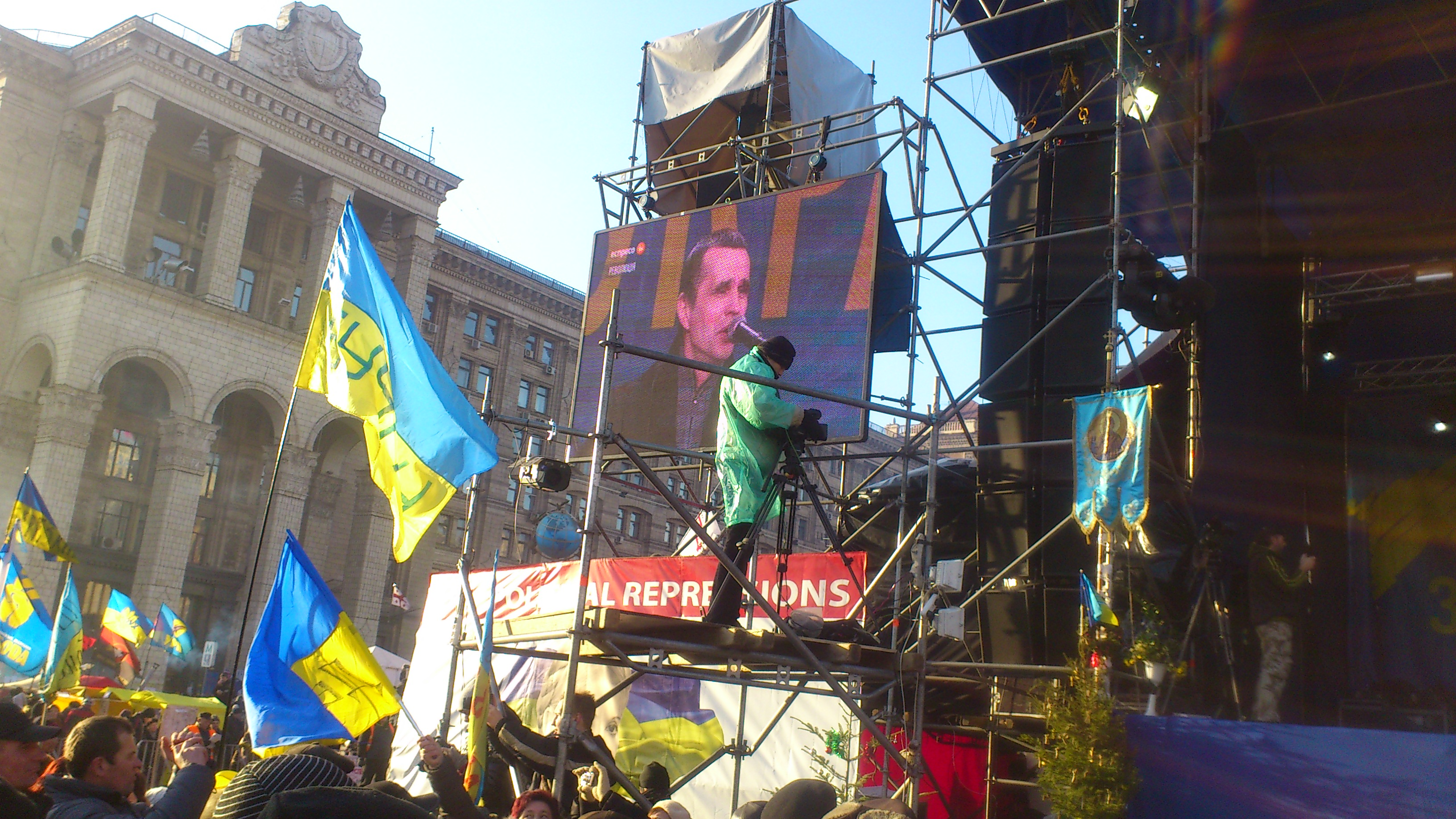
Анатолій Сухий на Євромайдані

Народився 1965 р. в Тернопільській області. 1982 поступив на фізичний факультет Київського Державного Університету (кафедра ядерної фізики). 1983-го після закінчення 1-го курсу був призваний до лав Радянської армії. 1985-го, після служби в армії, відновив навчання в університеті. Одногрупником Сухого у цей період був Володимир Чемерис.
В кінці 80-их років, ще навчаючись на фізичному факультеті Київського Державного Університету, розпочав писати власні пісні, переважно на патріотичну тематику. Співана поезія Сухого за кілька років стала добре відомою в колах молодіжних товариств: «Громада», «Студентське братство», «СУС», «УСС».
В 1989 році Анатолій разом з Костем Єрофєєвим створили гурт «Рутенія», до якого згодом долучилися інші студенти-музиканти. Гурт взяв участь у першому фестивалі «Червона рута» та здобув на ньому звання дипломанта в жанрі авторської пісні.
В 90-их роках склад «Рутенії» неодноразово змінювався, інколи вона розпадалася. На фестивалях та конкурсах гурту не вдавалося повторити успіх першої Рути. Водночас, твори Сухого стають дедалі більш відомими, особливо на заході Україні. Декотрі з них починають вважатися народними.
На теперішній час Анатолій Сухий продовжує записувати нові альбоми та концертувати разом із новим складом «Рутенії».
2010 року Анатолію Сухому присуджено премію імені Володимира Кобилянського за його колискову «Спи маленький козачок».

## Найвідоміші твори
1. Колискова («Спи маленький козачок»)
2. «Я — Крук, чорний сотник УПА»
3. Рок-н-ролл («Шовіністичний Харків і гоноровий Львів…»)
4. «Скоростріл, куфайка»
5. «А надворі дощ» (сл. В. Омецінського)
6. «Чорні круки» (сл. В. Омецінського)
7. «Неопалима купина»